# Добрий шлях (роман)
«Добрий шлях» — фантастично-пригодницький роман українського письменника Костянтина Матвієнка. Спільно виданий у 2011 році видавництвами «Теза» та «Фоліо».
Роман входить до циклу «Крізь брами українських часів» разом з трьома іншими романами: «Час настав» (2009, 2011), «Гроза над Славутичем», (2009), «Багряні крила» (2010).

## Жанр
Урбаністичне фентезі, з елементами детективу та політичної сатири.

## Сюжет
Герої роману — студент-киянин Аскольд Четвертинський та його друзі — люди та сутності потойбіччя — змушені протистояти одразу кільком викликам: загрозі людській цивілізації з боку зловісної планети Нібіру, новим замахам на українську історію, які намагається здійснити Центр Історичних корекцій Федерації, та рятувати від його співробітників — цекістів — одного широковідомого принца. У романі Україна знов стає центром інтриг спецслужб кількох потужних країн.
У вирі цих подій герої між іншим створюють нову планету Сонячної системи, двійника Землі — Велес, де й відбуваються фінальні події роману.

## Інновації
- На сторінках книжки містяться посилання на статті у Вікіпедії, щодо реальних та гіпотетичних подій, на тлі яких розвивається сюжет роману, а також на історичних осіб, обставини та явища суспільного буття, споруди тощо.
- Місця, де могли б відбуватися події роману за допомогою інтернет-послуги Google Maps можна побачити на сайті видавництва «Теза» за позначкою у тексті — «…».
- При підготовці видання використане відкритого програмного забезпечення Open source — можливо це єдиний приклад в Україні.